# Trasferimento della corte portoghese in Brasile
Il trasferimento della corte portoghese in Brasile fu un episodio della storia del Portogallo e del Brasile in cui la famiglia reale lusitana, capeggiata dal re Giovanni VI insieme alla corte di Lisbona, che ammontava, tra civili e militari, a circa quindicimila persone, giunsero in Brasile nel 1808 per sfuggire alle truppe di Napoleone Bonaparte che stavano penetrando in Portogallo. Così di fatto la sede dei Braganza divenne Rio de Janeiro dal gennaio del 1808 all'aprile del 1821.
Questa situazione implicava che l'intero impero coloniale portoghese veniva governato da una colonia, per cui il Brasile venne elevato a rango paritario alla metropoli, la quale era invasa da truppe straniere.

## Antecedenti

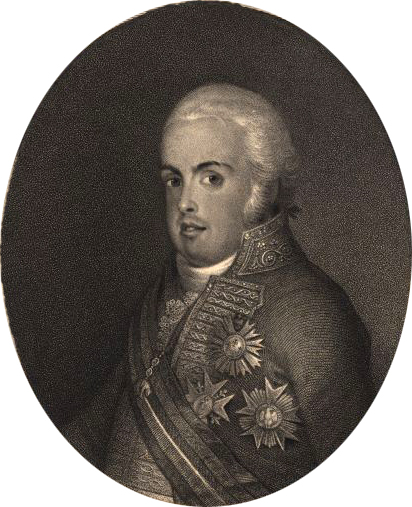
Il principe reggente don João nel 1804.

Nel 1807 il Portogallo era alleato della Gran Bretagna all'epoca in guerra contro la Francia e la Spagna. In virtù dell'alleanza franco-spagnola, Napoleone I arrivò ad un accordo con Manuel Godoy, favorito del Re di Spagna affinché le truppe francesi potessero attraversare il territorio spagnolo, in cambio di questo i territori portoghesi sarebbero passati alla Spagna.
In esecuzione di questo patto, Carlo IV di Spagna permise il libero passaggio delle truppe francesi nell'ottobre del 1807. In assoluta inferiorità numerica, e prima dell'evidente ostilità spagnola, il Portogallo non avrebbe potuto resistere all'attacco franco-spagnolo, così il re cercò di far ritardare l'arrivo degli invasori con manovre diplomatiche, mentre chiedeva aiuto alla Gran Bretagna.
L'offerta britannica consisteva che il Portogallo si manifestasse contrario al Blocco continentale ordinato da Napoleone Bonaparte. In caso contrario la marina militare britannica avrebbe distrutto la flotta portoghese ancorata a Lisbona (sorte simile era capitata alla flotta danese alcune settimane prima). Giovanni VI era cosciente che il Portogallo non poteva resistere a una invasione congiunta franco-spagnola, né poteva permettere la distruzione della sua flotta dalla quale dipendeva il commercio con l'impero coloniale; chiese dunque aiuto alla Gran Bretagna in modo che la corte portoghese si rifugiasse in Brasile. Il 20 novembre il re decise che la corte si preparasse a uscire da Lisbona.
Giovanni VI non era solamente "principe reggente" del regno poiché sua madre Maria era ancora in vita, però l'anziana regina soffriva di demenza avanzata già da molti anni e non era attiva nel governo del paese. Per questo piano di evacuazione, Giovanni VI contava l'appoggio della Gran Bretagna, che mise a disposizione le navi per il trasferimento.

## Latransferência
Il 29 novembre la corte portoghese partì da Lisbona, con una dozzina di navi, scortata da navi britanniche, nel momento in cui i francesi erano già vicini alla capitale che riuscirono ad occupare il giorno seguente. Il 5 dicembre, a metà strada tra Lisbona e l'isola di Madeira, la maggior parte della flotta britannica tornò in acque europee, mentre solamente quattro navi proseguirono il viaggio in Brasile per scortare la corte portoghese.
Il 22 gennaio 1808 Giovanni VI e la famiglia reale arrivarono a Salvador de Bahía e immediatamente si emise un decreto reale che apriva il commercio tra i porti brasiliani e quelli delle "nazioni amiche", il che significava dare privilegio esclusivo alla Gran Bretagna. L'apertura del commercio portuario era necessaria per la monarchia portoghese con lo scopo di assicurarsi l'appoggio cruciale della Gran Bretagna, sebbene ne aumentasse la dipendenza politica ed economica.
Il 7 marzo il re e la corte arrivarono a Rio de Janeiro, dove si stabilirono definitivamente. Questo permise che nel 1815, durante il Congresso di Vienna, Giovanni VI creasse il Regno Unito del Portogallo, Brasile e Algarve, elevando il Brasile allo stesso rango politico del Portogallo e permettendo che alcuni deputati brasiliani potessero accedere alle Corti portoghesi. Allo stesso tempo il trasferimento della élite governativa causò che l'amministrazione politica ed economica dell'impero coloniale portoghese (che abbracciava territori in Asia e in Africa) fosse forzosamente diretta da Rio de Janeiro, con la conseguente elevazione dell'importanza del Brasile all'interno dello schema imperiale lusitano. Ad esempio, quando l'anziana regina Maria I morì nel 1816 in suolo brasiliano, Giovanni VI fu incoronato come Re del Portogallo (de iure e non solo de facto) a Rio de Janeiro, anche se la metropoli era stata liberata dai francesi già da due anni.

## Conseguenze
Per la presenza della corte portoghese in Brasile, Giovanni VI incentivò il commercio e l'industria brasiliana, diede il permesso di stampa di libri e periodici, che prima di allora erano proibiti in Brasile e diede impulso alla nascita di collegi di medicina, a un'accademia militare e a una banca. Giovanni VI non aveva trasferito in Brasile solamente la Corte di Lisbona, ma anche migliaia di burocrati, militari e aristocratici che in pratica riprodussero in terra brasiliana l'amministrazione portoghese.

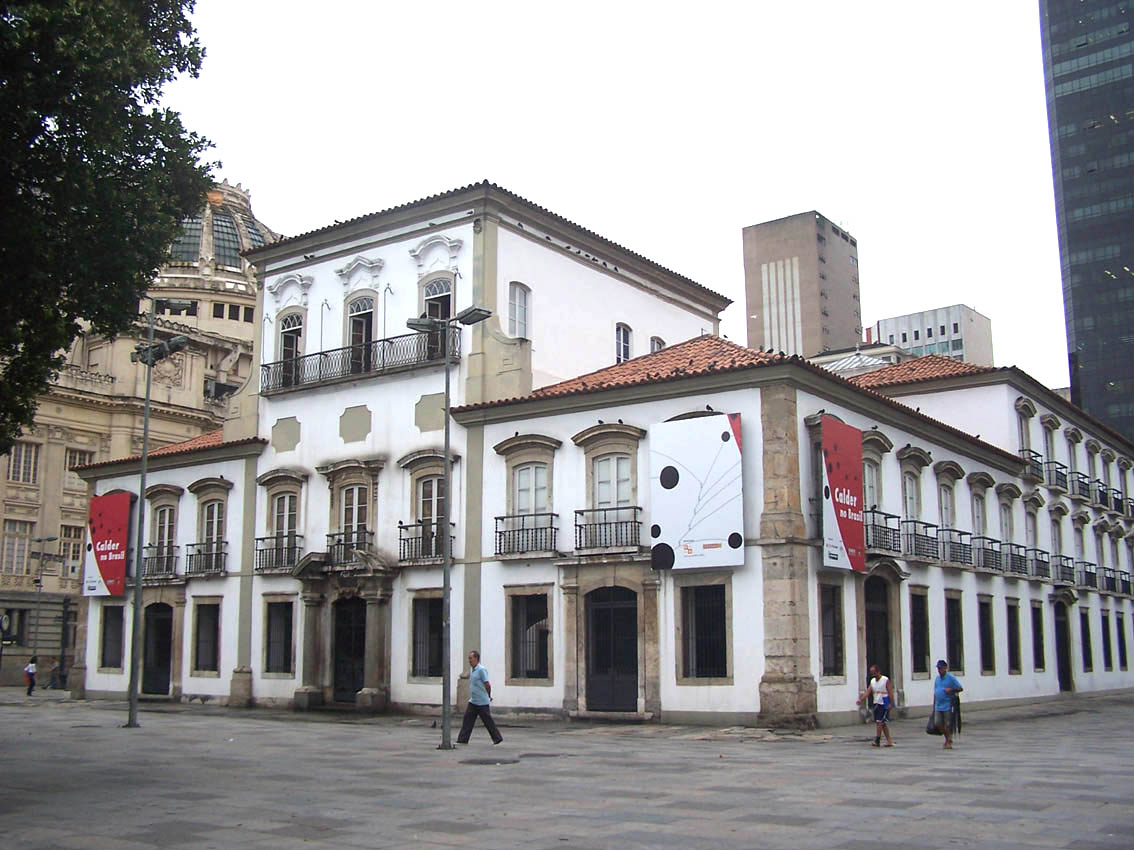
Il Paço Imperial, palazzo coloniale del secolo XVIII in Rio de Janeiro, usato come sede amministrativa da Giovanni VI del Portogallo e poi da Pietro I del Brasile.

 Anche il commercio divenne più dinamico e la penetrazione dei commercianti britannici significò in un certo senso la liberalizzazione del commercio poiché andò a rompere l'antico monopolio portoghese. Dopo la pace del 1815 iniziò anche la penetrazione economica francese e statunitense.
Prima del 1808 le autorità portoghesi proibivano l'entrata in Brasile di individui che non erano nativi del Portogallo, però con l'arrivo della corte di Giovanni VI fu abolito tale divieto, di cui beneficiarono anche molti artisti e scienziati europei.
Il trasferimento delle istituzioni portoghesi in Brasile fecero sì che acquisissero un carattere brasiliano; l'esistenza della corte a Rio de Janeiro allentava la separazione politica tra Brasile e Portogallo. Infatti la colonia era sufficientemente dotata di una maggiore indipendenza di fatto in relazione alla metropoli e che includeva la élite locale. La presenza del Re e della sua corte diedero impulso a dare maggiori incarichi pubblici ai brasiliani leali ai Braganza, dando vita a una nuova élite politica e amministrativa che lentamente venne equiparata a quella portoghese.
La prolungata assenza di re Giovanni VI portò il Portogallo a una crisi politica ed economica, per cui il re dovette tornare a riportare la corte a Lisbona nel 1821. Intanto le autorità brasiliane si erano già impratichite del potere, cosicché non si poteva tornare allo status quo ante del 1808 senza fare concessioni politiche ai ceti dirigenti del Brasile. Ciò si fece evidente quando re Giovanni VI ordinò a suo figlio, il principe Pietro, di tornare in Portogallo, ma lui volle rimanere in Brasile. Giovanni VI minacciò di usare la forza contro il Brasile per farlo tornare all'ubbidienza, ma Pietro, spalleggiato dai brasiliani, proclamò l'indipendenza del Brasile il 7 settembre 1822 venendo proclamato monarca del nuovo Impero del Brasile e assumendo il nome di Pietro I del Brasile.